# Controversias relacionadas con Carabineros de Chile
Diversas controversias relacionadas con Carabineros de Chile han surgido a lo largo de su historia, muchas de ellas referentes al uso excesivo de la fuerza como medida de mantención del orden. Destaca además la participación de Carabineros en la dictadura militar chilena entre los años 1973 y 1990, en la cual existieron sistemáticas violaciones a los Derechos Humanos. Tras el fin de la dictadura militar y el consiguiente periodo de democracia se han dado a conocer otros casos, tales como el llamado Pacogate, un escándalo de corrupción en Carabineros que ha sido señalado como el mayor fraude en la historia de Chile, debido a la cantidad de dinero que involucró.
Existen casos de única víctima, los que tienen que ver principalmente con hechos de brutalidad policial, uso excesivo de la fuerza y abusos de poder llevados a cabo por parte de funcionarios de la institución. Estos hechos han ocurrido principalmente en el contexto del conflicto mapuche y como parte de la respuesta policial a manifestaciones ciudadanas. La violencia policial en Chile ha sido denunciada por varios organismos internacionales de protección de los Derechos Humanos, tales como Amnistía Internacional.

## Desaparición de José Huenante
La madrugada del 3 de septiembre de 2005, el menor de dieciséis años José Huenante desapareció luego de ser detenido por Carabineros de la Quinta Comisaría de Puerto Montt. Previo a la detención, el joven se encontraba con amigos tomando alcohol, cuando lanzaron piedras a una patrulla de Carabineros. Poco después acudieron más vehículos de Carabineros al lugar y, según testigos, Huenante fue subido al radiopatrullas 1375, un Nissan V16 con los colores institucionales. Desde entonces se desconoce su paradero.
En marzo de 2009 fueron formalizados por el caso el sargento segundo Juan Ricardo Altamirano Figueroa, el cabo primero Patricio Alejandro Mena Hernández y el cabo segundo César Antonio Vidal Cárdenas, todos de la Quinta Comisaría de Puerto Montt.
El hecho ha sido investigado por la Brigada de Derechos Humanos de la PDI. Dentro de las pruebas consideradas por la Fiscalía se encuentran versiones contradictorias por parte de los carabineros involucrados, 16 declaraciones que no calzan, adulteración del libro de detenidos —esa noche marcaron dos detenidos pero luego enmendaron el número y escribieron uno— y una incorrecta justificación de kilometrajes recorridos esa noche por el radiopatrullas.
Según un informe de la Universidad Diego Portales, este hecho corresponde al primer caso de detenido desaparecido en democracia. Sin embargo, el Gobierno de Chile ha desestimado esta calificación del caso.

## Asesinato de Matías Catrileo
El 3 de enero de 2008, mientras se encontraba en una toma de tierras en el fundo Santa Margarita, el estudiante mapuche Matías Catrileo fue asesinado por el cabo segundo Walter Ramírez Inostroza, por medio de un disparo con una subametralladora Uzi que le perforó el pulmón. El carabinero luego fue condenado a tres años y un día de presidio, por el delito de violencia innecesaria con resultado de muerte, recibiendo sin embargo el beneficio de libertad vigilada. En un posterior fallo, la Corte Suprema aseguró que el uniformado «utilizó armas de fuego no existiendo un peligro real e inminente para su integridad, razón por lo que la violencia ejercida al momento de los hechos fue del todo innecesaria y no encuentra motivo racional que la justifique».

## Pacogate
Entre los años 2006 y 2017, se llevó a cabo dentro de Carabineros una sistemática malversación de caudales públicos, caso que ha sido catalogado como el mayor fraude en la historia de Chile, con el total de dinero defraudado llegando a los 28 300 millones de pesos. La investigación por el fraude comenzó el año 2016 y en total fueron formalizadas 132 personas, tanto civiles como uniformados. Dentro de los involucrados se encuentran altos mandos de la Carabineros, como el exgeneral director Eduardo Gordon. En conjunto con el caso de la Operación Huracán, el caso ha generado una importante erosión de la confianza ciudadana en la institución.

## Operación Huracán
La Operación Huracán es un caso de montaje llevado a cabo en septiembre de 2017 por miembros de Carabineros con el objetivo de inculpar a varias personas de origen mapuche en actos de terrorismo y tráfico de armas. A principios de 2017, fue creada la Unidad de Inteligencia Operativa Especial de Carabineros (UIOE), con el propósito de combatir la violencia rural en las regiones del Biobío, La Araucanía y Los Ríos que se da bajo el contexto del conflicto mapuche. La subdivisión quedó bajo el mando del entonces director de inteligencia de Carabineros, Gonzalo Blu.
El 20 de septiembre de 2017, la UIOE entregó a la Fiscalía, entre otras pruebas, conversaciones de WhatsApp que daban cuenta de la coordinación entre algunos supuestos perpetradores de diversos ataques incendiarios, permitiendo así la prisión preventiva de ocho personas. Subsecuentes investigaciones por parte de la Fiscalía revelaron que las conversaciones de WhatsApp en los teléfonos habían sido manipuladas por miembros del Laboratorio de Criminalística de Carabineros, lo cual quedó en evidencia al no calzar ni las fechas ni los formatos de los archivos correspondientes.
En respuesta, la Corte Suprema ordenó la liberación de los ocho detenidos. Posteriormente, la Fiscalía comenzó una investigación por el montaje en Carabineros y ordenó el cierre de la investigación original. En el caso se han visto involucrados altos mandos de Carabineros, como el ya mencionado general Gonzalo Blu, e incluso el exgeneral director de la institución Bruno Villalobos.

## Homicidio de Camilo Catrillanca
Camilo Marcelo Catrillanca Marín fue un comunero mapuche asesinado el 14 de noviembre de 2018, al recibir, por la espalda, un tiro en su cabeza por parte de un carabinero durante un operativo policial. Según la primera versión de Carabineros, el operativo se habría desplegado a raíz de que un grupo de encapuchados robaron tres automóviles de profesoras de la Escuela Santa Rosa de Ancapi Ñancucheo, en Ercilla.

## Irregularidades internas
En ocasiones, suboficiales de Carabineros han mostrado descontento con la situación interna de la institución, en particular en cuanto a casos de clasismo por parte de sus superiores. Dentro de estos casos se encuentran situaciones tales como haber recibido órdenes de destapar y limpiar un inodoro[cita requerida] o tener que servir de forma particular a oficiales.[cita requerida] Además excarabineros que han denunciado irregularidades dicen haber recibido amenazas, seguimientos y otros actos para amedrentarlos.
El día 27 de abril de 1998, alrededor de 200 esposas de suboficiales salieron a la calle a manifestarse por los bajos sueldos de sus esposos. En respuesta, fueron duramente golpeadas y luego detenidas por otros funcionarios de la misma institución, mientras que los esposos de las manifestantes fueron posteriormente desvinculados por medio de un irregular proceso. Diez años más tarde, en abril de 2008, varias de estas mujeres anunciaron que presentarían una denuncia ante la Corte Interamericana de Derechos Humanos, tras lo cual lograron llegar a un acuerdo con el Estado para concretar la reparación de los daños causados a las familias.

## Estallido social

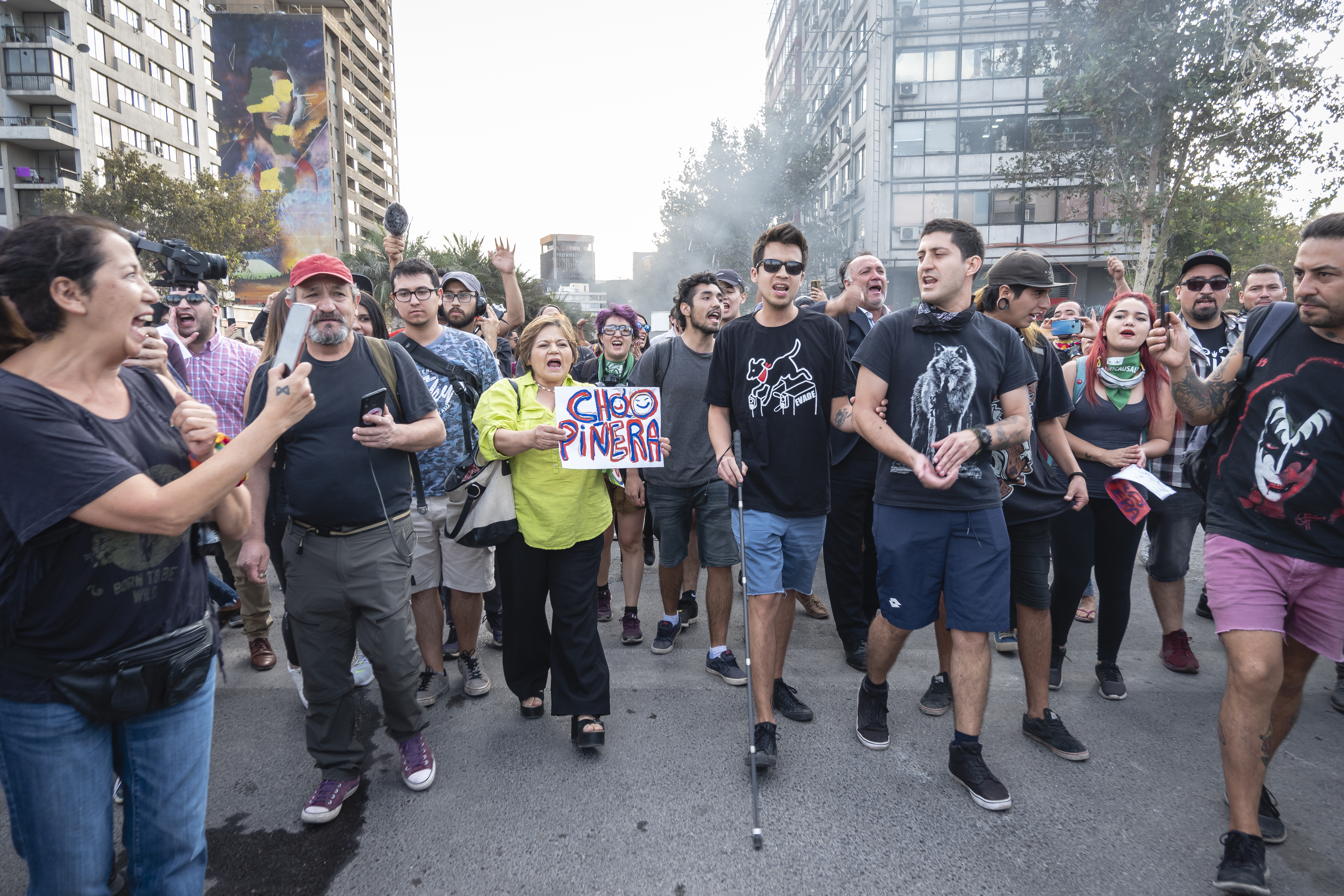
Gustavo Gatica, joven que perdió ambos ojos luego de ser impactado por balines disparados por Carabineros de Chile, en una manifestación en marzo de 2020.

Durante el estallido social, iniciado el 18 de octubre de 2019, Carabineros se han visto involucrados en diversos hechos controversiales relacionados con la utilización excesiva de fuerza.
A lo largo de las protestas, el uso de perdigones y balines por parte de uniformados ha causado graves lesiones oculares a personas, algunos de los cuales incluso llegaron a quedar completamente ciegos. Tal es el caso de Gustavo Gatica, joven estudiante que recibió impactos de balín en ambos ojos, causándole la pérdida total de la visión. Un caso similar fue el de Fabiola Campillai, quien recibió el impacto de una bomba lacrimógena en su cara mientras se dirigía a su trabajo, tras lo cual perdió ambos ojos. Si bien los balines utilizados por fuerzas especiales deben ser de goma, un estudio realizado por la Facultad de Ciencias Físicas y Matemáticas de la Universidad de Chile determinó estaban compuestos en solo un 20% de caucho.